# Труси

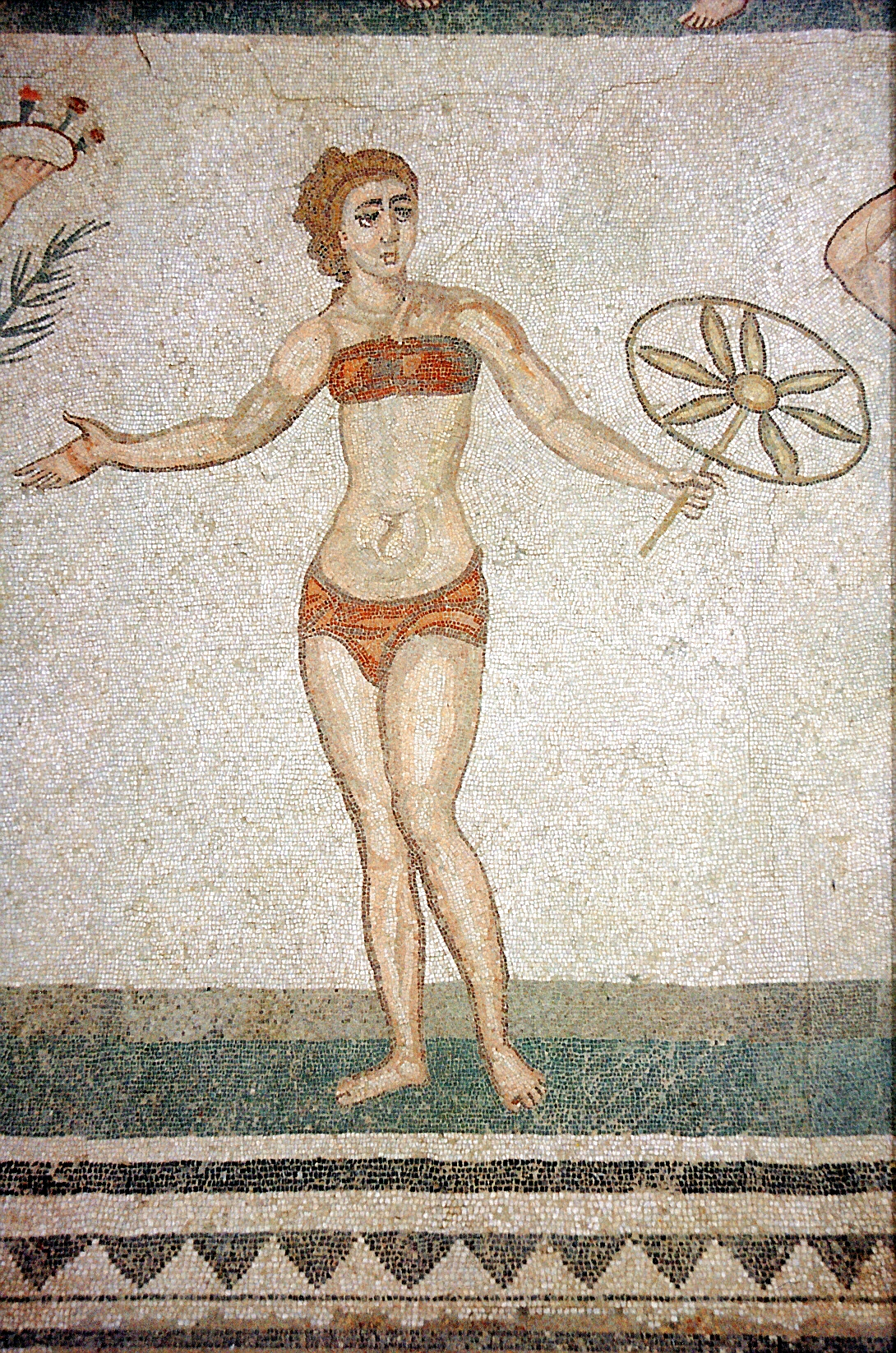
Давньоримська фреска на Віллі дель Казале, Сицилія

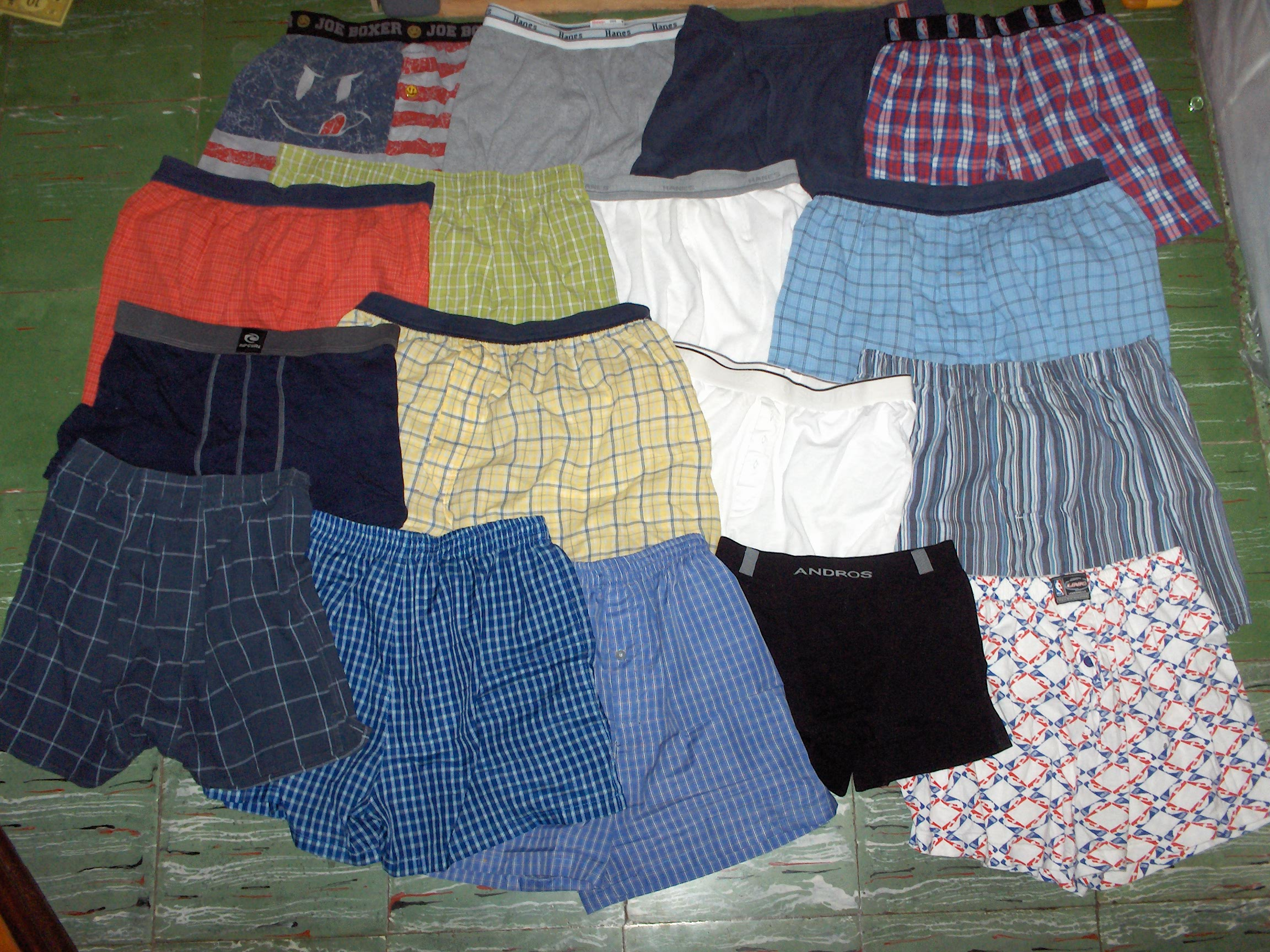
Чоловічі труси

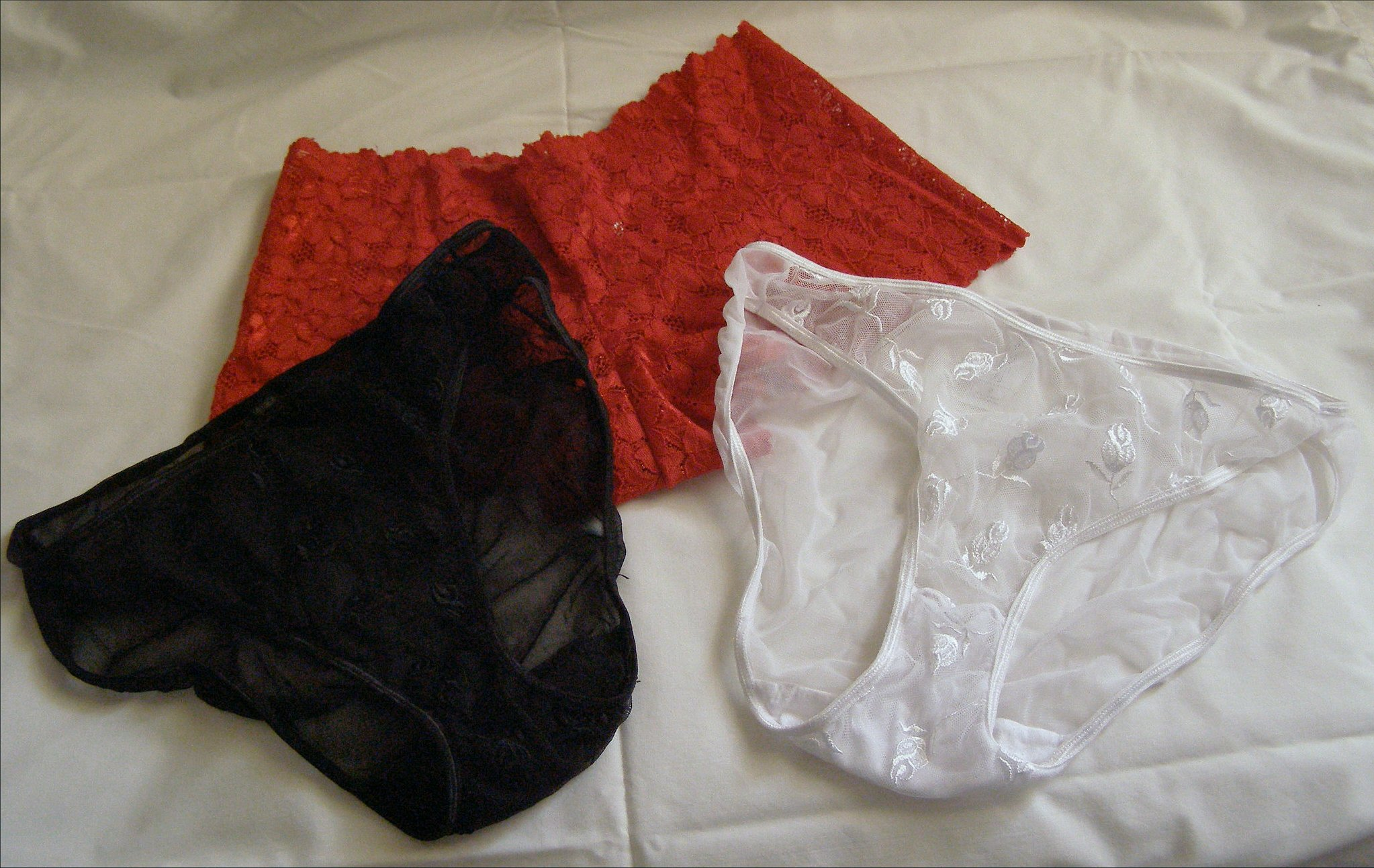
Жіночі труси

Труси́ (від фр. trousses ), діал.: ма́йтки — предмет спідньої білизни, короткі штани, що надягають безпосередньо на голе тіло. Традиційні труси закривають сідниці і статеві органи людини. Існують труси для чоловіків і жінок. Як правило, традиційні труси виготовляють з натуральних тканин — бавовни, шовку і (рідше) льону, а також з синтетики або змішаної тканини.

## Крій трусів
Залежно від виду крій трусів може розрізнятися. У поширених трусів-«сліпів» він складається з таких частин:
- Перед — передня частина трусів, закриває ділянку лобка. З'єднується зі спинкою у ділянці промежини і на боках.
- Спинка — задня частина трусів, закриває ділянку сідниць. З'єднується з передом у ділянці промежини і на боках.
- Ластка (розм. «ластівка») — вставка, що вшивається усередині в ділянці промежини, у місці, де з'єднуються перед і спинка.

Дещо відрізняється крій боксерів («сімейних»): перед і спинка в них складаються з двох симетричних деталей. У стрингів і танга спинка має дуже маленькі розміри (у «справжніх» стрингів вона замінена шнуром або тасьмою). Деякі боксери-брифи можуть мати досить складний крій.

## Види трусів
У даний час існує велика кількість фасонів трусів як для чоловіків, так і для жінок:
- Жіночі труси — стринги або танга, шортики, шортики-стринги, бразильяна, шорти;
- Чоловічі труси — боксери (сімейні)[3], брифи, боксери-брифи, джок, сліп;
- Плавки (труси для плавання), в основному робляться з еластичних синтетичних тканин, які швидко висихають

Більшість моделей трусів (за винятком боксерів) щільно прилягають до тіла. У чоловіків припасовані труси підтримують геніталії. Труси охороняють одяг від забруднення потом, сечею та іншими виділеннями, а також від попадання на інтимні місця бруду з верхнього одягу. У холодну погоду вони дають додаткове тепло. Чоловічі труси можуть мати ширіньку (або гульфик), що іноді застібається за допомогою ґудзиків або кнопок, через яку можна витягти статевий член.

## Історія
Першим аналогом сучасних трусів були настегнові пов'язки, досі поширені в деяких народів у тропіках. У Стародавньому Римі такий вид одягу був відомий як «сублігакулум».
Сучасні труси як предмет одягу мають досить невелику історію. Можна сказати, що в своєму нинішньому вигляді вони виникли на рубежі XIX—XX століть і були привілеєм в основному вищих шарів суспільства. До того часу чоловіки носили підштанники, а жінки й зовсім обходилися без даного предмета одягу. При цьому в багатьох країнах Азії довгі штани, що носять під спідницею або сукнею, були обов'язковою частиною жіночого гардеробу. Хочеться відзначити, що слово «підштаники» у другій половині XIX століття було витіснене із української мови французьким «кальсони» (фр. caleçon — «труси»), а гульфик на чоловічих трусах і кальсонах з'явився тільки після Першої світової війни.

## Носіння одягу без трусів
Спосіб носіння одягу коли труси, чи інша спідня білизна, що покриває геніталії відсутні, в англомовному сленгу називається going commando, а також free-balling – для чоловіків і free-buffing – для жінок, що посилають до сім'яників і вульви відповідно.